# Trouble Every Day
Trouble Every Day je koncertní album české undergroundové skupiny The Plastic People of the Universe. Na albu jsou písně původně od amerických skupin The Velvet Underground, The Fugs a jedna od The Mothers of Invention. Většina skladeb byla nahrána na koncertě v roce 1977. Jedná se o jediné album, na kterém se podílel kanadský zpěvák a kytarista Paul Wilson. Album vyšlo v roce 2002.

## Seznam skladeb
| Pořadí         | Název                                    | Autor                                   | Původní interpret        | Délka |
| -------------- | ---------------------------------------- | --------------------------------------- | ------------------------ | ----- |
| 1.             | Beginning to See the Light               | Lou Reed                                | The Velvet Underground   | 4:57  |
| 2.             | Doin' All Right                          | Lee Crabtree, Ted Berrigan, Vinny Leary | The Fugs                 | 2:13  |
| 3.             | Dust Devil                               | Ken Weaver                              | The Fugs                 | 3:11  |
| 4.             | Trouble Every Day                        | Frank Zappa                             | The Mothers of Invention | 3:15  |
| 5.             | Paul Wilson vypráví o koncertu Lou Reeda |                                         |                          | 1:04  |
| 6.             | Candy Says                               | Lou Reed                                | The Velvet Underground   | 3:09  |
| 7.             | Sweet Jane                               | Lou Reed                                | The Velvet Underground   | 3:54  |
| 8.             | Pale Blue Eyes                           | Lou Reed                                | The Velvet Underground   | 5:58  |
| 9.             | Who Loves the Sun                        | Lou Reed                                | The Velvet Underground   | 2:36  |
| 10.            | I'm Waiting for the Man                  | Lou Reed                                | The Velvet Underground   | 5:03  |
| 11.            | The Garden Is Open                       | Tuli Kupferberg                         | The Fugs                 | 5:45  |
| 12.            | Some Kinda Love                          | Lou Reed                                | The Velvet Underground   | 3:24  |
| 13.            | Rock and Roll                            | Lou Reed                                | The Velvet Underground   | 4:49  |
| Celková délka: | Celková délka:                           | Celková délka:                          | Celková délka:           | 49:34 |

## Sestava
- Paul Wilson - zpěv, kytara
- Mejla Hlavsa - baskytara
- Vratislav Brabenec - saxofon
- Josef Janíček - kytara, klávesy
- Jiří Kabeš - housle, viola
- Jan Brabec - bicí